# Ngữ hệ Mông Cổ
Ngữ hệ Mông Cổ hay ngữ hệ Mongolic (tiếng Anh: Mongolic languages) là một nhóm các ngôn ngữ được nói ở Đông và Trung Á, chủ yếu ở Mông Cổ và các khu vực xung quanh, và ở Kalmykia (Nga). Ngôn ngữ chiếm đa phần trong nhóm này là tiếng Mông Cổ, tiếng mẹ đẻ của hầu hết cư dân Mông Cổ và người Mông Cổ ở Nội Mông, với khoảng 5,7+ triệu người nói. Những ngôn ngữ này sở hữu vốn từ vựng rất giống nhau, nhưng lại khác biệt rất lớn về hình thái và cú pháp.
Tiếng Khiết Đan đã thất truyền được cho là ngôn ngữ có quan hệ gần nhất với các ngôn ngữ thuộc hệ Mông Cổ.

## Phân loại
Bên dưới là cây nội phân loại ngữ hệ Mongolic dựa trên các tiêu chí ngôn ngữ học lịch sử theo Janhunen (2024:78-83); tên gọi các nhánh hầu như tương ứng với phân bố địa lý đương đại của chúng:
- Mongolic
  - Đông Bắc Mongolic 
    - Tiếng Dagur

  - Trung Mongolic/Mongolic chung
    - Tiếng Mông Cổ Khamnigan
    - Tiếng Buryat
    - Tiếng Mông Cổ
    - Tiếng Mông Cổ ngoại vi (kiểu tiếng Mông Cổ Ordos)
    - Tiếng Kalmyk–Oirat

  - Nam Mongolic/Shirongolic (một phần của sprachbund Cam Túc – Thanh Hải)
    - Tiếng Shira Yugur
    - Shirongol
      - Tiếng Monguor
        - Tiếng Mongghul/Monguor Hỗ Trợ
        - Tiếng Mangghuer/Monguor Minh Hà

      - Baoanic
        - Tiếng Bảo An
        - Tiếng Đông Hương
        - Tiếng Khang Gia

  - Tây Nam Mongolic 
    - Tiếng Moghol †